# Ulisses Correia e Silva
José Ulisses de Pina Correia e Silva (Praia, 4 de junho de 1962) é um político cabo-verdiano, atual primeiro-ministro de Cabo Verde. Pertence ao partido Movimento para a Democracia (MpD).

## Formação
Estudou no Liceu Domingos Ramos da Praia, e licenciou-se em Organização e Gestão de Empresas pelo Instituto Superior de Economia e Gestão da Universidade Técnica de Lisboa em 1988.

## Atuação
Ulisses e Correia e Silva teve uma experiência inicial no sector bancário, entre 1989 e 1994, tendo sido diretor do Departamento de Administração do Banco de Cabo Verde.
Foi secretário de Estado das Finanças entre 1995 e 1998 e ministro das Finanças entre 1999 e 2000.
No período em que atuou como ministro das Finanças, o escudo cabo-verdiano passou a estar ligado ao euro, o que teve grande impacto na economia cabo-verdiana, no crescimento económico e na criação de empregos.
Antes de ser eleito para o primeiro mandato como presidente da Câmara Municipal da Praia, foi eleito deputado nacional e posteriormente líder do grupo parlamentar do MpD, função que exerceu por dois anos, de março de 2006 a março de 2008, ao mesmo tempo em que assumia também a função de vice-presidente do MpD.
Ulisses Correia e Silva foi docente na Universidade Jean Piaget de Cabo Verde, na cidade da Praia entre 2002 e 2007, onde lecionou disciplinas de Gestão Orçamental, Estratégia Empresarial e Economia de Empresas.
É o presidente do MpD (Movimento para a Democracia) desde junho de 2013, e também presidente da comissão executiva da UCCLA desde 2013 e da IDC – África desde novembro de 2014.
Atualmente, Ulisses Correia e Silva é o primeiro-ministro de Cabo Verde, após vencer com a maioria absoluta as eleições legislativas de março de 2016.
Silva foi reconduzido na liderança do Movimento para a Democracia (MpD), com 99 por cento dos votos expressos, em fevereiro de 2020. Desta forma, é o candidato do MpD às legislativas de 2021, concorrendo à sua própria sucessão.